# Площадь Ленина (станция скоростного трамвая)
«Пло́щадь Ле́нина» — станция скоростного трамвая в Волгограде. Названа в честь одноимённой площади.

## История
Станция открыта 5 ноября 1984 года в составе первой очереди строительства.

## Технические подробности
Станция по конструкции является односводчатой мелкого заложения, глубина заложения — 7 метров.
Тоннели со стороны станции «ТРК Европа» перекрещиваются на разных уровнях, чтобы обеспечить возможность использовать как островные платформы станций центрального участка, так и боковые платформы наземных станций северного участка.
Станция имеет один подземный вестибюль, оборудованный двумя эскалаторами, работающие на подъём в определённое время. Из вестибюля пассажиры попадают в подземный переход, связывающий две стороны проспекта Ленина. Имеет выход на одноимённую городскую площадь, в том числе к знаменитому Дому Павлова. В нескольких минутах ходьбы от станции расположен музей-панорама «Сталинградская битва».

## Оформление станции
Станция отделана мрамором и красным гранитом. На полу станции выложен геометрический узор. Южную торцевую стену занимает витраж со сложной композицией идеологического содержания, увенчанной изображением серпа и молота. За ним можно видеть неиспользуемую часть станции, подготовленную по стандартам метро.